# Кур'єр (фільм, 1988)
«Кур'єр» — британсько-ірландський кримінальний бойовик 1988 року, знятий режисерами Френком Дізі та Джо Лі з Падрейгом О'Лойнсігом, Кейт О'Ріордан, Ієном Бенненом, Патріком Бергіном, Ендрю Конноллі та Гебріелем Бірном у головних ролях.

## Актори
| Актор             | Роль          |
| ----------------- | ------------- |
| Падрейг О'Лойнсіг | Марк          |
| Кейт О'Ріордан    | Колетт        |
| Гебріел Бірн      | Вел           |
| Йен Баннен        | Макгіган      |
| Патрік Бергін     | Крісті        |
| Ендрю Конноллі    | Денні         |
| Мішель Холден     | Шерон         |
| Джо Савіно        | відеоредактор |